# Стосскопф, Жак
Жак Стосскопф (фр. Jacques Stosskopf, 27 ноября 1898 — 1 сентября 1944) — французский инженер, сыгравший заметную роль в истории, будучи заместителем директора военно-морского строительства для нацистов на базе подлодок в Лорьяне. Но при этом состоял во Французском сопротивлении, став героем войны.

## Биография
Жак Стосскопф родился в Париже 27 ноября 1898 года, имея эльзасское происхождение, а потому и свободно владел немецким языком. В 1917 году мобилизован для участия в Первой Мировой войне в качестве офицера во французскую артиллерию. Был награждён Военным крестом. В 1920 году был зачислен в Политехническую школу в Париже и в 1924 году стал морским инженером. Как специалист по военно-морскому строительству был назначен в 1939 году начальником строительства нового блока в порту Лорьяна в ранге главного инженера 1-го класса.

### Участие в сопротивлении
В июне 1940 года база перешла под контроль немецкого Кригсмарине, который использовал её для ремонта и дооснащения своих подводных лодок.
С начала сентября 1940 года Стосскопф сотрудничает с немцами по строительству базы подлодок. Репутация рьяного сотрудника, которым его считали в Лорьяне, представляет собой отличное прикрытие для двойной игры, которую он ведёт с немцами, поскольку Жак Стосскопф состоял во французском сопротивлении в сети Альянс; он следит за строительством базы подлодок до самого ввода её в эксплуатацию в 1941 году, а затем, благодаря своей привилегированности, получает доступ к секретным объектам немцев. Он держит в памяти в течение четырёх лет график ежедневных входов и выходов подводных лодок противника. Эта информация, переданная через сеть Альянса, имеет большое тактическое значение для Великобритании в борьбе с немецкими субмаринами в Атлантике.

### Трагический конец
Один захваченный агент сети Альянс под пытками в Гестапо называет имя Жака Стосскопфа, после чего Стосскопф был арестован Гестапо 21 февраля 1944 года. Многие французы, принимавшие Стосскопфа за коллаборациониста, открыто ненавидели его. Реальность была совсем другой: Стосскопфа пытали в Гестапо и депортировали по директиве Ночь и туман. Он был казнён в концлагере Нацвейлер-Штрутгоф в Эльзасе 1 сентября 1944 года незадолго до прибытия союзников.
Жак Стосскопф был посмертно награждён Орденом Почетного легиона в августе 1945 года, что удивило людей, считавших его предателем.

## Память о Жаке Стосскопфе

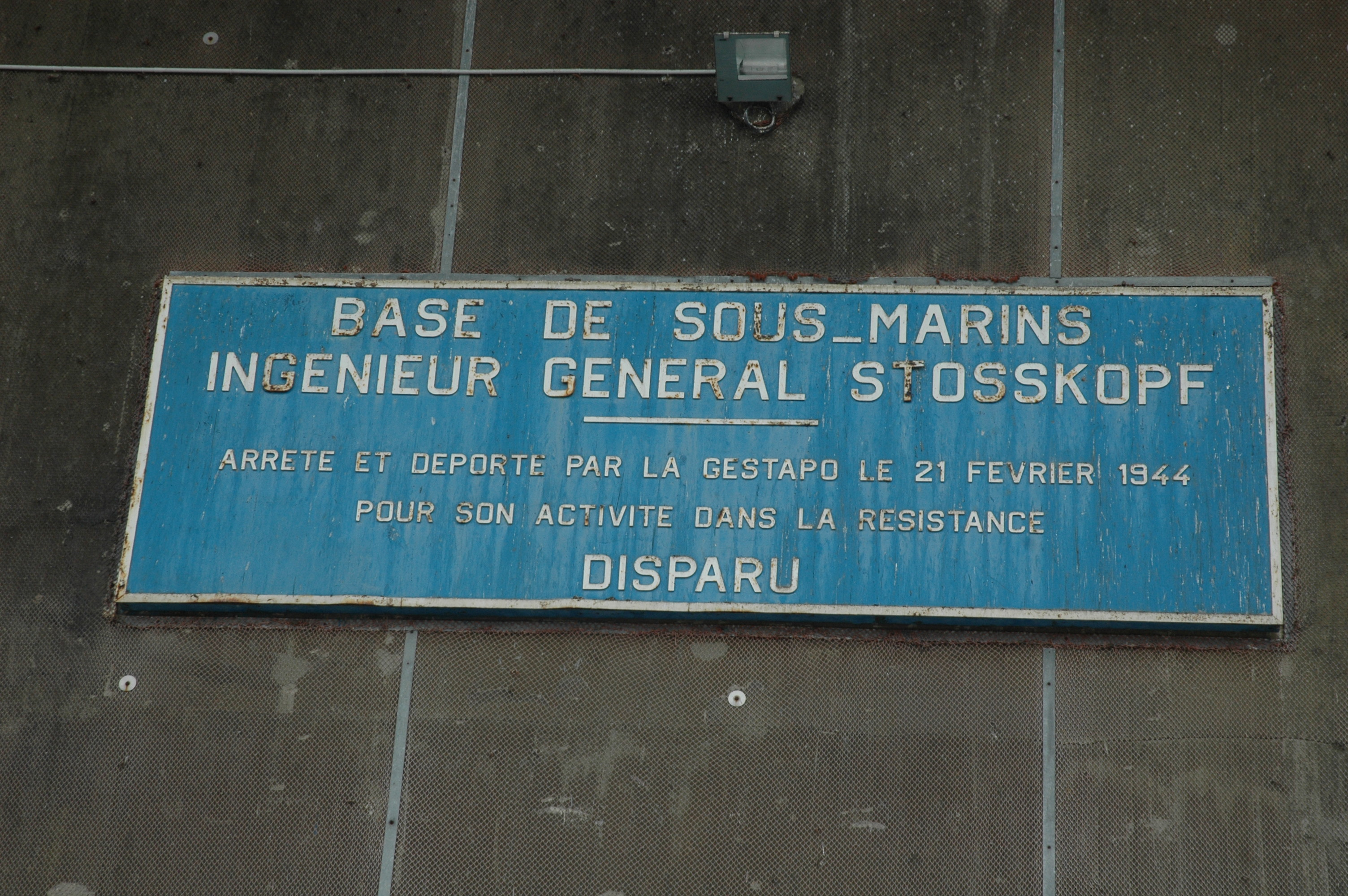
Мемориальная доска, установленная в 1946 году в честь Жака Стосскопфа на «Базе Кероман»

В июле 1946 года База субмарин в Лорьяне была переименована в честь Жака Стосскопфа.